# Penuel

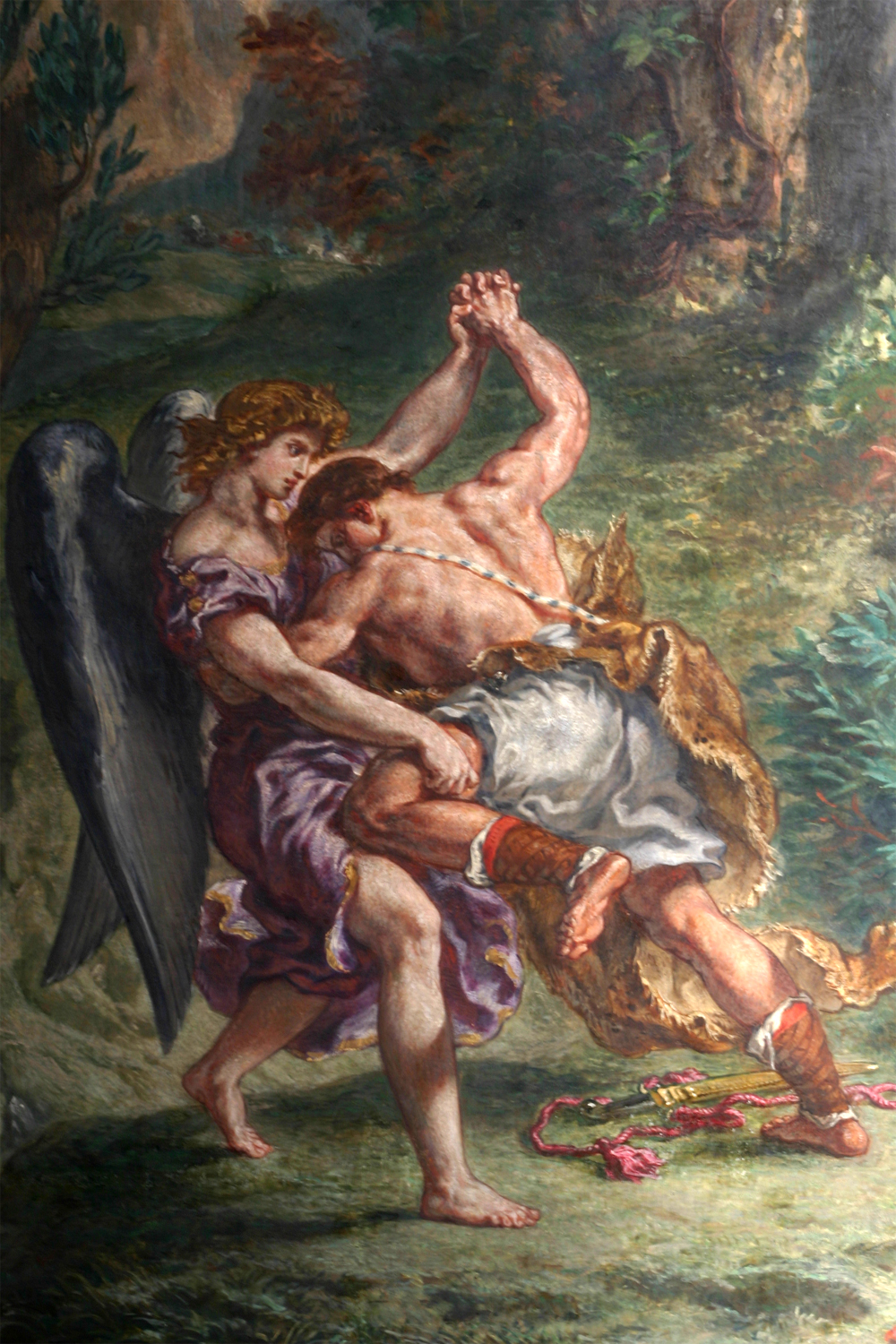
Jakob brottas med ängeln av Eugène Delacroix.

Penuel, hebreiska פְּנוּאֵל, är en biblisk plats öster om Jordanfloden och norr om floden Jabbok. Platsen omnämns i bibeln bland annat som den plats där Jakob brottas med en ängel och får hedersnamnet Israel av Gud. Namnet tolkas som Els ansikte, alltså Guds ansikte eftersom El är ett semitiskt ord för gud.
I Bibel 2000 står det i 1 Mos 32:31: Jakob kallade platsen Penuel, ”ty”, sade han, ”jag såg Gud ansikte mot ansikte och ändå skonades mitt liv”.
I Svenska Folkbibeln kallas platsen i samma vers för Peniel.